# Magny-Jobert
Pour les articles homonymes, voir Magny et Jobert.
Magny-Jobert est une commune française située dans le département de la Haute-Saône, la région culturelle et historique de Franche-Comté et la région administrative Bourgogne-Franche-Comté.

## Toponymie

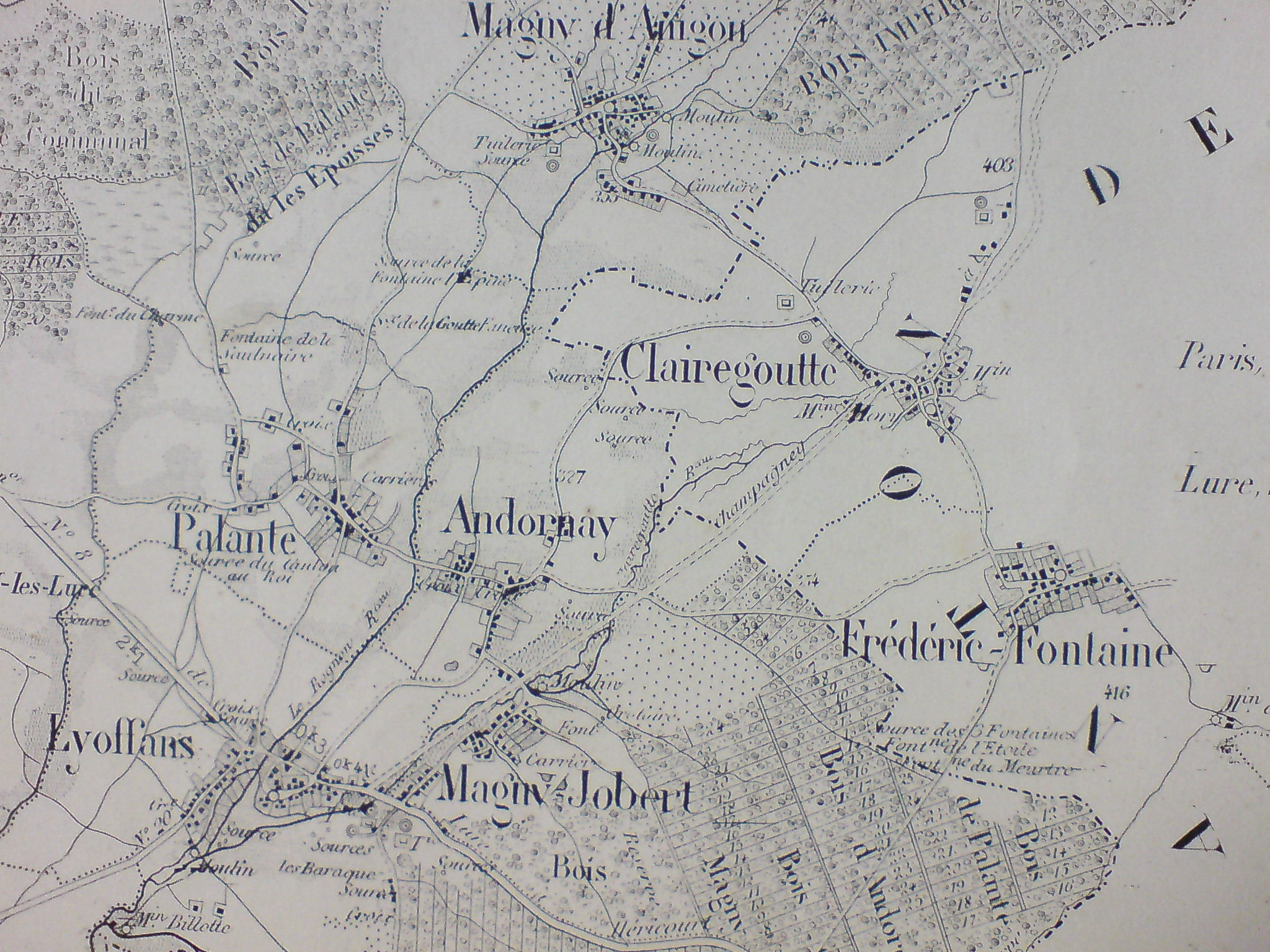
Magny-Jobert sur l'atlas cantonal des communes de Haute-Saône.

Maigny Jobert 1547, Maingny Jobert 1554, Magny Jaber 1600,   Magny Jobert 1755.
« Magny », par analogie avec les noms du type Magny : ancien nom de domaine gallo-romain en -acum : Maniacum, composé avec le nom d'homme latin (porté par un Gaulois) Manius, fréquent dans l'empire. En réalité, il s'agit ici d'un nom de domaine du Moyen Âge en « Mesnil », vieux mot français issu du bas latin mansionilo- « domaine rural », de Jaubert, du germanique Galabert(us) nom du propriétaire.

## Géographie

### Localisation
Magny-Jobert est située dans le nord-est de la Bourgogne-Franche-Comté. Dans le département de la Haute-Saône, non loin du Territoire de Belfort et du Doubs.
La localité fait partie du canton de Lure-Sud et appartient à la communauté de communes du pays de Lure.

### Topographie

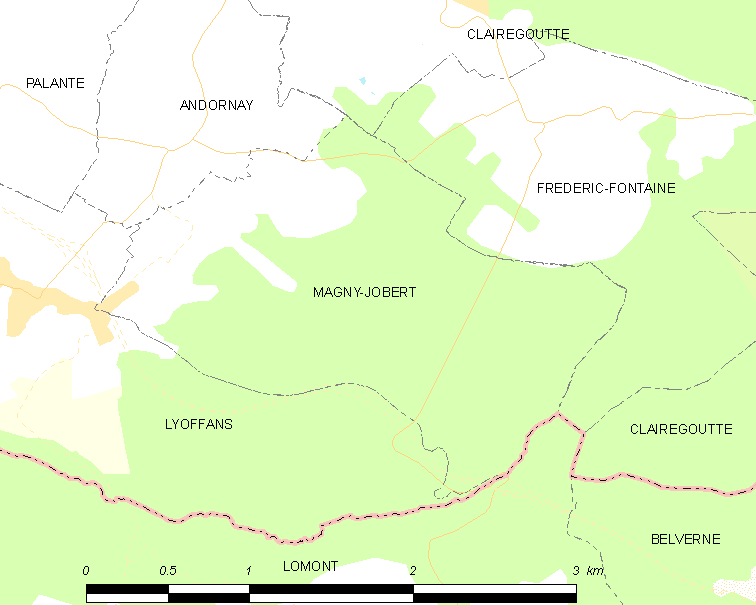
Le territoire communal dans son contexte local.

Le territoire communal est situé à la limite du Chérimont, un massif de collines boisées, il suit une pente orientée est-ouest. À l'est se trouvent les points les plus élevés (jusqu'à 480 m). La majorité du territoire est occupée par de la forêt, sauf l'extrémité ouest, qui est occupé par des pâtures et par le village en lui-même.

### Géologie
Magny-Jobert est construite sur le plateau de Haute-Saône dans la dépression sous-vosgienne et s'appuie sur le versant méridional du massif des Vosges. Le territoire communal est situé dans une plaine avec quelques petites collines arrondies et aplaties.

### Hydrographie

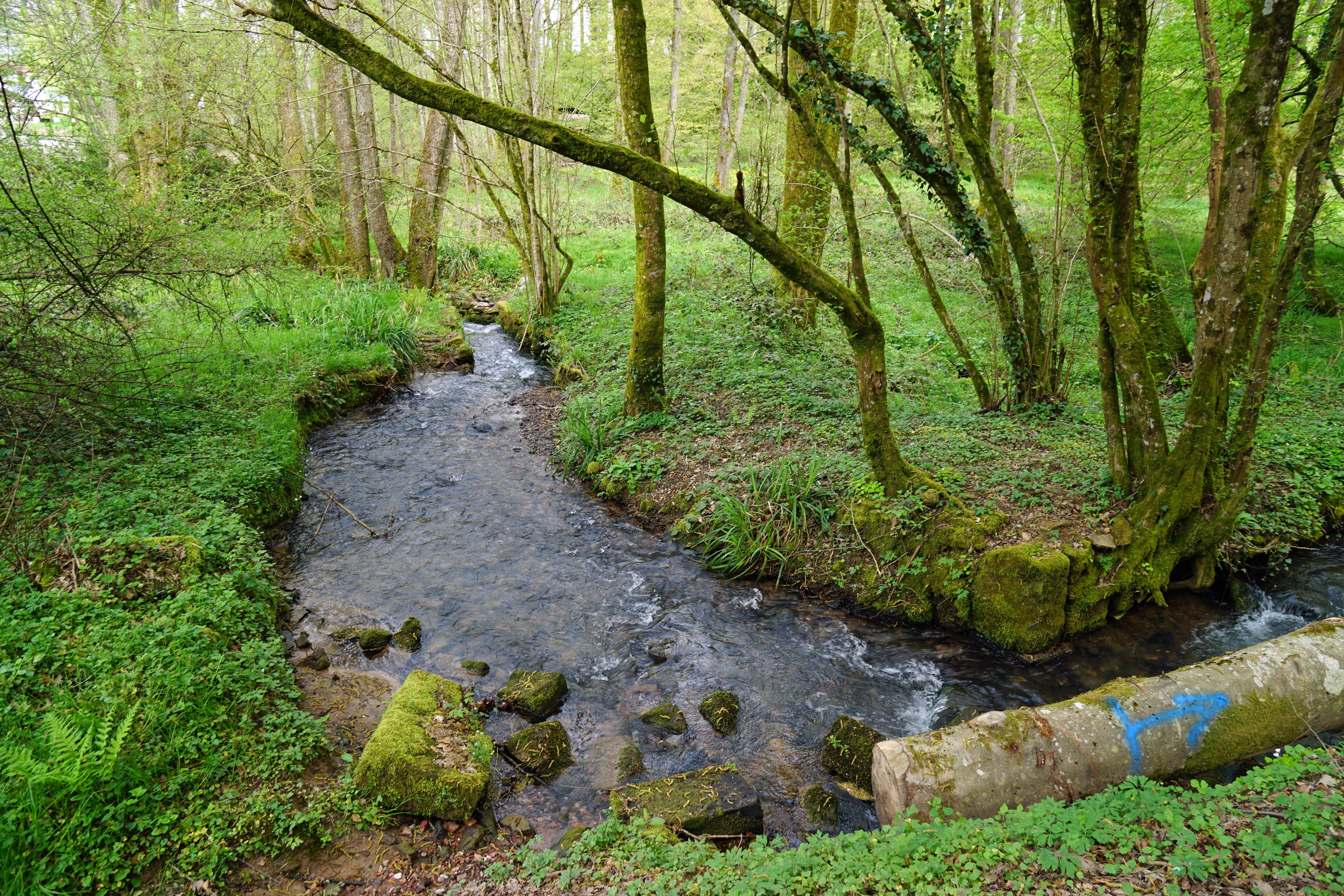
Un ruisseau.

Le village est traversé, à l'ouest, par la Clairegoutte - ou Béchotte - un ruisseau qui prend sa source dans la forêt du Chérimont, à l'est de la commune de Clairegoutte. Plusieurs ruisseaux traversent la commune sur la longueur, d'est en ouest, pour rejoindre la Clairegoutte. Le ruisseau des Battants, originaire de Frédéric-Fontaine s'écoule dans le fond de la vallée boisée qui sert de limite territoriale à l'est de la commune.

### Climat
Pour des articles plus généraux, voir Climat de la Bourgogne-Franche-Comté et Climat de la Haute-Saône.
En 2010, le climat de la commune est de type climat de montagne, selon une étude du Centre national de la recherche scientifique s'appuyant sur une série de données couvrant la période 1971-2000. En 2020, Météo-France publie une typologie des climats de la France métropolitaine dans laquelle la commune est exposée à un climat semi-continental et est dans la région climatique  Lorraine, plateau de Langres, Morvan, caractérisée par un hiver rude (1,5 °C), des vents modérés et des brouillards fréquents en automne et hiver. 
Pour la période 1971-2000, la température annuelle moyenne est de 9,9 °C, avec une amplitude thermique annuelle de 17,1 °C. Le cumul annuel moyen de précipitations est de 1 220 mm, avec 13,5 jours de précipitations en janvier et 10,5 jours en juillet. Pour la période 1991-2020, la température moyenne annuelle observée sur la station météorologique de Météo-France la plus proche, « Étobon », sur la commune d'Étobon à 6 km à vol d'oiseau, est de 10,7 °C et le cumul annuel moyen de précipitations est de 1 272,5 mm. 
La température maximale relevée sur cette station est de 38,5 °C, atteinte le 24 juillet 2019 ; la température minimale est de −18 °C, atteinte le 1er mars 2005,,. 
Les paramètres climatiques de la commune ont été estimés pour le milieu du siècle (2041-2070) selon différents scénarios d'émission de gaz à effet de serre à partir des nouvelles projections climatiques de référence DRIAS-2020. Ils sont consultables sur un site dédié publié par Météo-France en novembre 2022.

## Urbanisme

### Typologie
Au 1er janvier 2024, Magny-Jobert est catégorisée commune rurale à habitat dispersé, selon la nouvelle grille communale de densité à sept niveaux définie par l'Insee en 2022.
Elle est située hors unité urbaine. Par ailleurs la commune fait partie de l'aire d'attraction de Montbéliard, dont elle est une commune de la couronne,. Cette aire, qui regroupe 137 communes, est catégorisée dans les aires de 50 000 à moins de 200 000 habitants,.

### Occupation des sols
L'occupation des sols de la commune, telle qu'elle ressort de la base de données européenne d’occupation biophysique des sols Corine Land Cover (CLC), est marquée par l'importance des forêts et milieux semi-naturels (78,2 % en 2018), en diminution par rapport à 1990 (79,9 %). La répartition détaillée en 2018 est la suivante : 
forêts (78,2 %), zones agricoles hétérogènes (16,7 %), prairies (2,6 %), zones industrielles ou commerciales et réseaux de communication (1,8 %), zones urbanisées (0,8 %). L'évolution de l’occupation des sols de la commune et de ses infrastructures peut être observée sur les différentes représentations cartographiques du territoire : la carte de Cassini (XVIIIe siècle), la carte d'état-major (1820-1866) et les cartes ou photos aériennes de l'IGN pour la période actuelle (1950 à aujourd'hui).

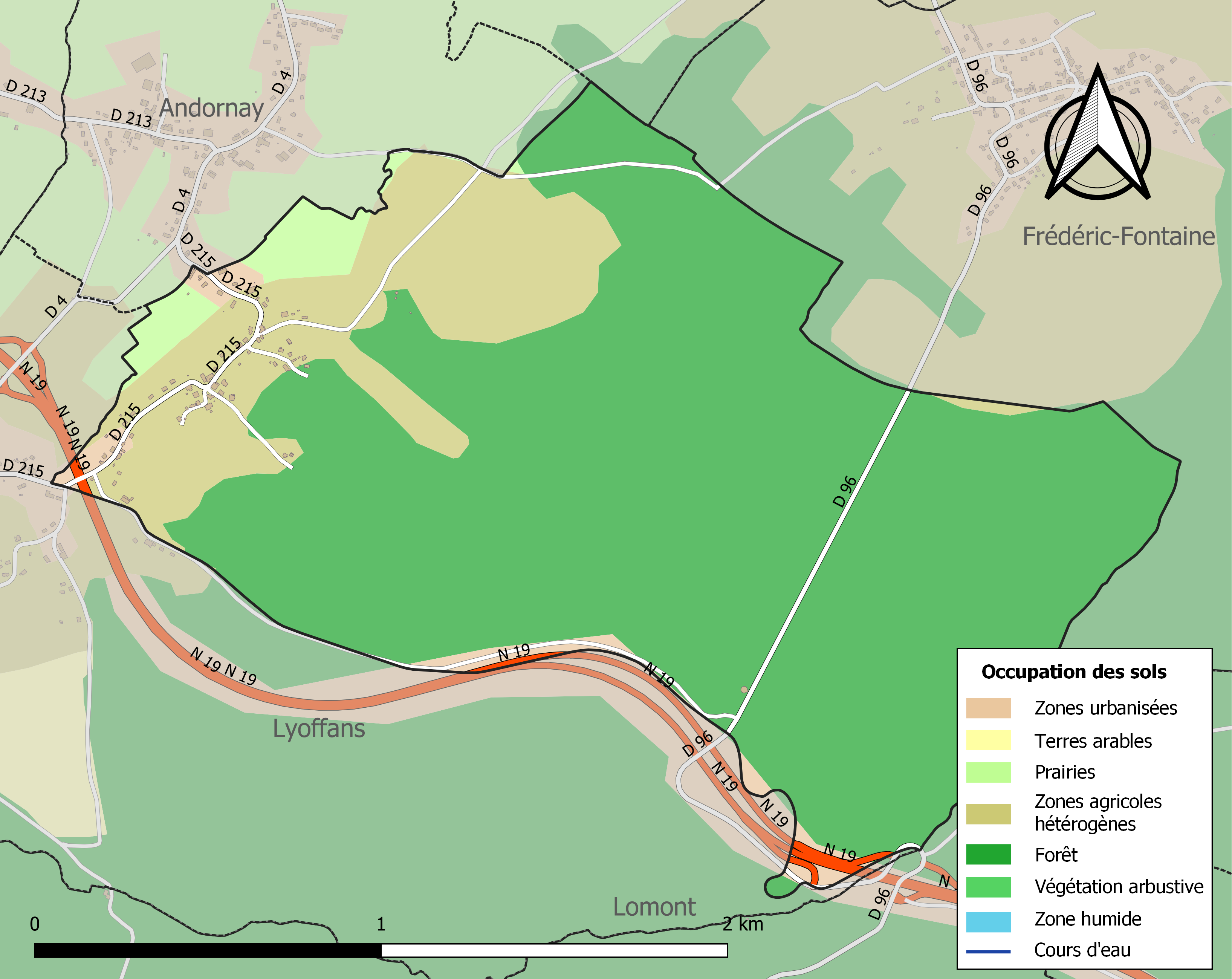
Carte des infrastructures et de l'occupation des sols de la commune en 2018 (CLC).

### Projet d'aménagement et paysage
La commune fait partie du plan local d'urbanisme intercommunal (PLUi) de la communauté de communes du pays de Lure (CCPL), document d'urbanisme de référence pour la commune et toute l'intercommunalité approuvé le 26 juin 2018. Magny-Jobert fait également partie du SCOT du pays des Vosges saônoises, un projet de territoire visant à mettre en cohérence l'ensemble des politiques sectorielles, notamment en matière d’habitat, de mobilité, d’aménagement commercial, d’environnement et de paysage.

### Voies de communication et transports
Magny-Jobert est un village rural, mais se situe à proximité d'un échangeur avec la RN 19 (double-voie expresse E54) qui établit une connexion entre Lure-Vesoul-Luxeuil et la conurbation de Belfort-Héricourt-Montbéliard, ce qui permet une offre de transport hors de la commune.

## Histoire
Les premières mentions de ce village dans les archives remontent au XIIe siècle à l'époque où l’abbaye de Lure possédait déjà les moulins établis sur La Clairegoutte. Jusqu'en 1678, date à laquelle la région est conquise par la France, la localité dépend en grande partie des abbés de Lure qui y prélèvent la dîme et le cens. Sa population avait pratiquement disparu en 1636.
Au XIXe siècle, une carrière de grès rouge dont les pierres étaient principalement exportées vers Bâle est exploitée sur la commune.
Le village compte de nombreux mineurs travaillant aux houillères de Ronchamp entre le XIXe siècle et le XXe siècle. Il fait alors partie du territoire du bassin minier. Les mineurs du village travaillent essentiellement au puits Arthur-de-Buyer et au puits du Magny.
Après le creusement d'un sondage positif à Lomont, une concession de 2 336 ha, incluant le territoire communal, est accordée à la société de recherche de houille entre Montbéliard et Villersexel en 1904 pour l'exploitation d'un gisement de houille se prolongeant au sud du puits Arthur-de-Buyer, exploité par les houillères de Ronchamp. Mais il n'y eut aucune extraction de charbon. Un autre sondage est établi sur la commune, il n'a pas rencontré ce gisement,.
Sept habitants périrent au cours de la Première Guerre mondiale.
Le village est libéré par la 1re DFL le 27 octobre 1944. Une stèle située sur la commune voisine de Lyoffans a été érigée en l'honneur des libérateurs.

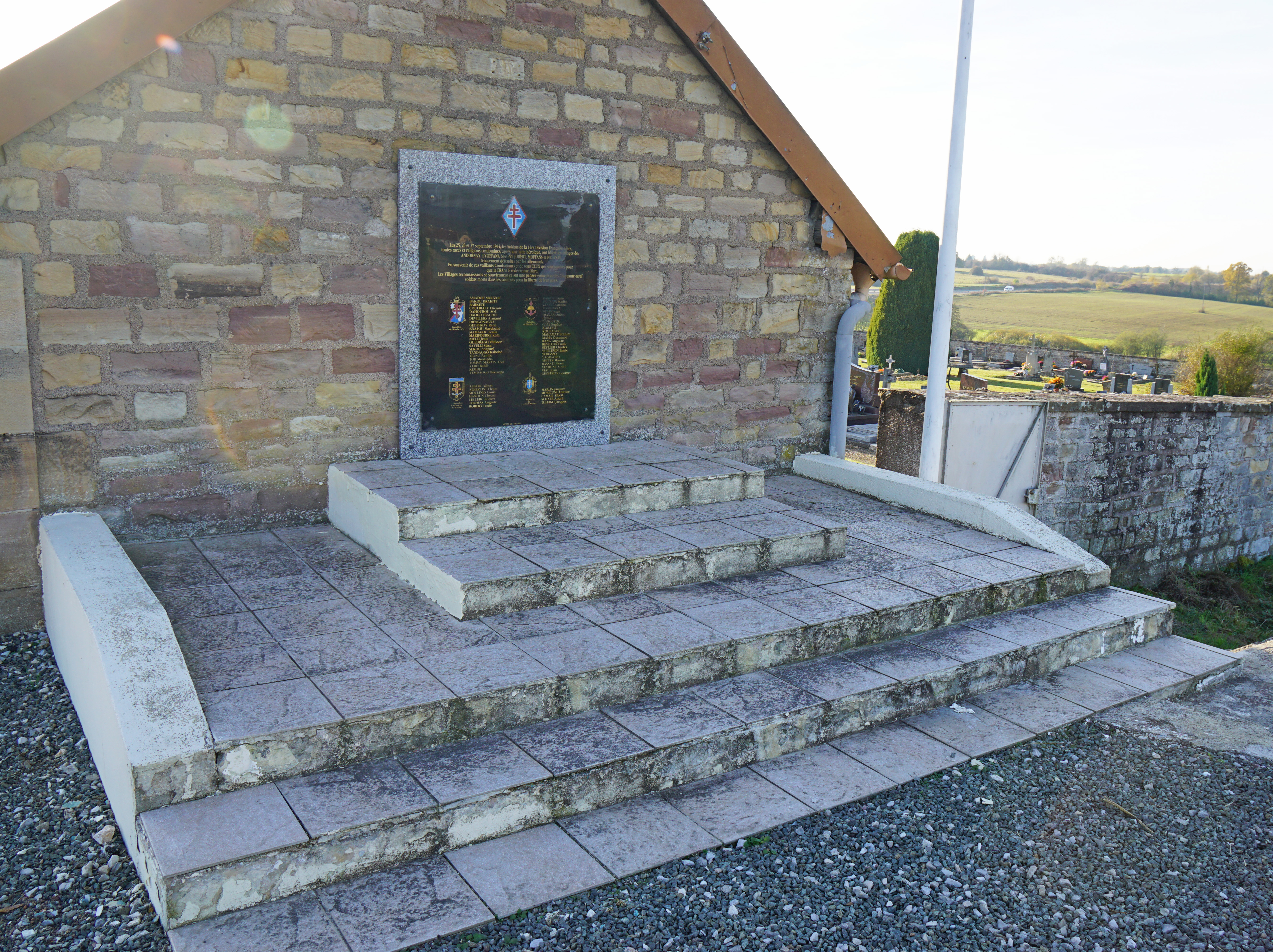
Stèle de la Libération à Lyoffans.
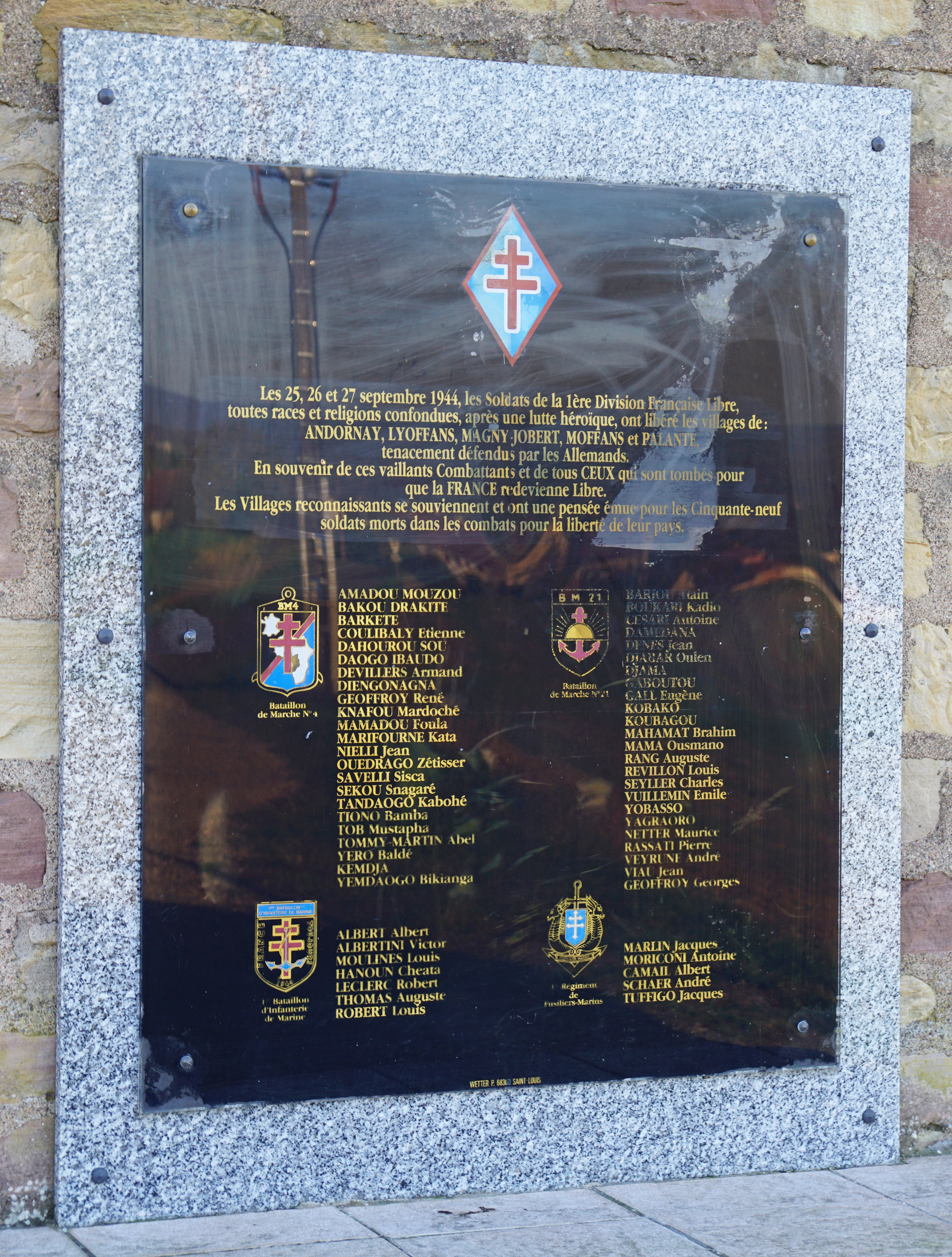

## Politique et administration

### Rattachements administratifs et électoraux

Carte départementale représentant en rouge la communauté de communes du Pays de Lure.

La commune fait partie de l'arrondissement de Lure du département de la Haute-Saône. Pour l'élection des députés, elle fait partie de la deuxième circonscription de la Haute-Saône.
Elle faisait partie de 1801 à 1985 du canton de Lure.  Celui-ci a été scindé par le décret du 31 janvier 1985 et la commune rattachée au canton de Lure-Sud. Dans le cadre du redécoupage cantonal de 2014 en France, la commune fait désormais partie du canton de Lure-2.
La commune de Magny-Jobert fait  partie du ressort du tribunal de proximité, du conseil de prud'hommes et du tribunal paritaire des baux ruraux de Lure, du tribunal judiciaire, du tribunal de commerce et de la cour d'assises de Vesoul et de la cour d'appel de Besançon.
Dans l'ordre administratif, elle relève du tribunal administratif de Besançon et de la cour administrative d'appel de Nancy,.

### Intercommunalité
Le village fait partie de la communauté de communes du Pays de Lure, intercommunalité créée en 1998.

### Liste des maires
| Période                                  | Période                       | Identité               | Étiquette | Qualité                                                                          |
| ---------------------------------------- | ----------------------------- | ---------------------- | --------- | -------------------------------------------------------------------------------- |
| Les données manquantes sont à compléter. |                               |                        |           |                                                                                  |
| mars 2001                                | mars 2014                     | Martine Lavalette      |           |                                                                                  |
| mars 2014                                | En cours (au 2 décembre 2020) | Jean-Christophe Ballot | SE        | Vice-président de la CC du Pays de Lure (2020 → ) Réélu pour le mandat 2020-2026 |

## Population et société

### Évolution démographique
L'évolution du nombre d'habitants est connue à travers les recensements de la population effectués dans la commune depuis 1614. Pour les communes de moins de 10 000 habitants, une enquête de recensement portant sur toute la population est réalisée tous les cinq ans, les populations de référence des années intermédiaires étant quant à elles estimées par interpolation ou extrapolation. Pour la commune, le premier recensement exhaustif entrant dans le cadre du nouveau dispositif a été réalisé en 2005.

En 2022, la commune comptait 131 habitants, en évolution de +20,18 % par rapport à 2016 (Haute-Saône : −1,4 %, France hors Mayotte : +2,11 %).
| 1614 | 1663 | 1793 | 1800 | 1806 | 1821 | 1831 | 1836 | 1841 |
| ---- | ---- | ---- | ---- | ---- | ---- | ---- | ---- | ---- |
| 10   | 13   | 80   | 191  | 141  | 178  | 240  | 218  | 213  |

| 1846 | 1851 | 1856 | 1861 | 1866 | 1872 | 1876 | 1881 | 1886 |
| ---- | ---- | ---- | ---- | ---- | ---- | ---- | ---- | ---- |
| 230  | 227  | 160  | 192  | 184  | 205  | 228  | 189  | 192  |

| 1891 | 1896 | 1901 | 1906 | 1911 | 1921 | 1926 | 1931 | 1936 |
| ---- | ---- | ---- | ---- | ---- | ---- | ---- | ---- | ---- |
| 170  | 173  | 176  | 150  | 135  | 99   | 115  | 96   | 88   |

| 1946 | 1954 | 1962 | 1968 | 1975 | 1982 | 1990 | 1999 | 2005 |
| ---- | ---- | ---- | ---- | ---- | ---- | ---- | ---- | ---- |
| 89   | 78   | 85   | 76   | 67   | 83   | 87   | 69   | 84   |

| 2006 | 2010 | 2015 | 2020 | 2022 | - | - | - | - |
| ---- | ---- | ---- | ---- | ---- | - | - | - | - |
| 90   | 102  | 107  | 131  | 131  | - | - | - | - |

### Enseignement
De manière générale, Magny-Jobert dépend de l'académie de Besançon. À proximité se trouve le Pôle Éducatif des Vosges saônoises, co-géré par la communauté de communes Rahin et Chérimont et la communauté de communes du Pays de Lure. Cette école primaire publique accueille 160 élèves, mais ne dispose pas de cantine,.
Pour les niveaux de scolarisation des collégiens et des lycéens, le collège Victor-Schœlcher de Champagney et le lycée G-Colomb de Lure seront les établissements privilégiés.

### Santé
Il n'existe aucune infrastructure de santé ou de médecins au sein du village, ni dans les communes limitrophes. L'hôpital le plus proche étant celui de Lure, de plus en plus désinvestis par les services publics au profit de celui de Vesoul, il n'est pas exclu qu'à moyen terme, Magny-Jobert se trouve dans un désert médical, contraignant à la fréquentation des hôpitaux de Belfort, Montbéliard ou Vesoul, accessible entre 30 minutes et une heure en voiture. Par ailleurs, ces hôpitaux fusionnent en 2017 au profit de la nouvelle infrastructure commune du centre hospitalier de Belfort-Montbéliard, située à mi-chemin entre les deux villes, à Trévenans.

### Services
Hormis les services assurés par la mairie, la commune n'a aucun service public sur son territoire. L'ensemble des services publics sont disponibles à Lure, qui concentre le Pôle emploi, EDF, les impôts, la justice ou la bibliothèque, médiathèque et espace culturels.

### Cultes
Le village ne dispose d'aucun lieu de culte et fait partie de la paroisse de Lyoffans, rattachée à l'unité pastorale d'Athesans-Moffans, faisant partie du doyenné de Lure, qui dépend de l'archidiocèse de Besançon.

## Économie
Le village dépendant économiquement des deux centres urbains de Lure et de l'agglomération d'Héricourt-Montbéliard. Ces deux pôles offrent de nombreux emplois et sont rapidement accessibles par une voie expresse passant dans ces axes à proximité de Magny-Jobert.

## Culture locale et patrimoine

### Lieux et monuments

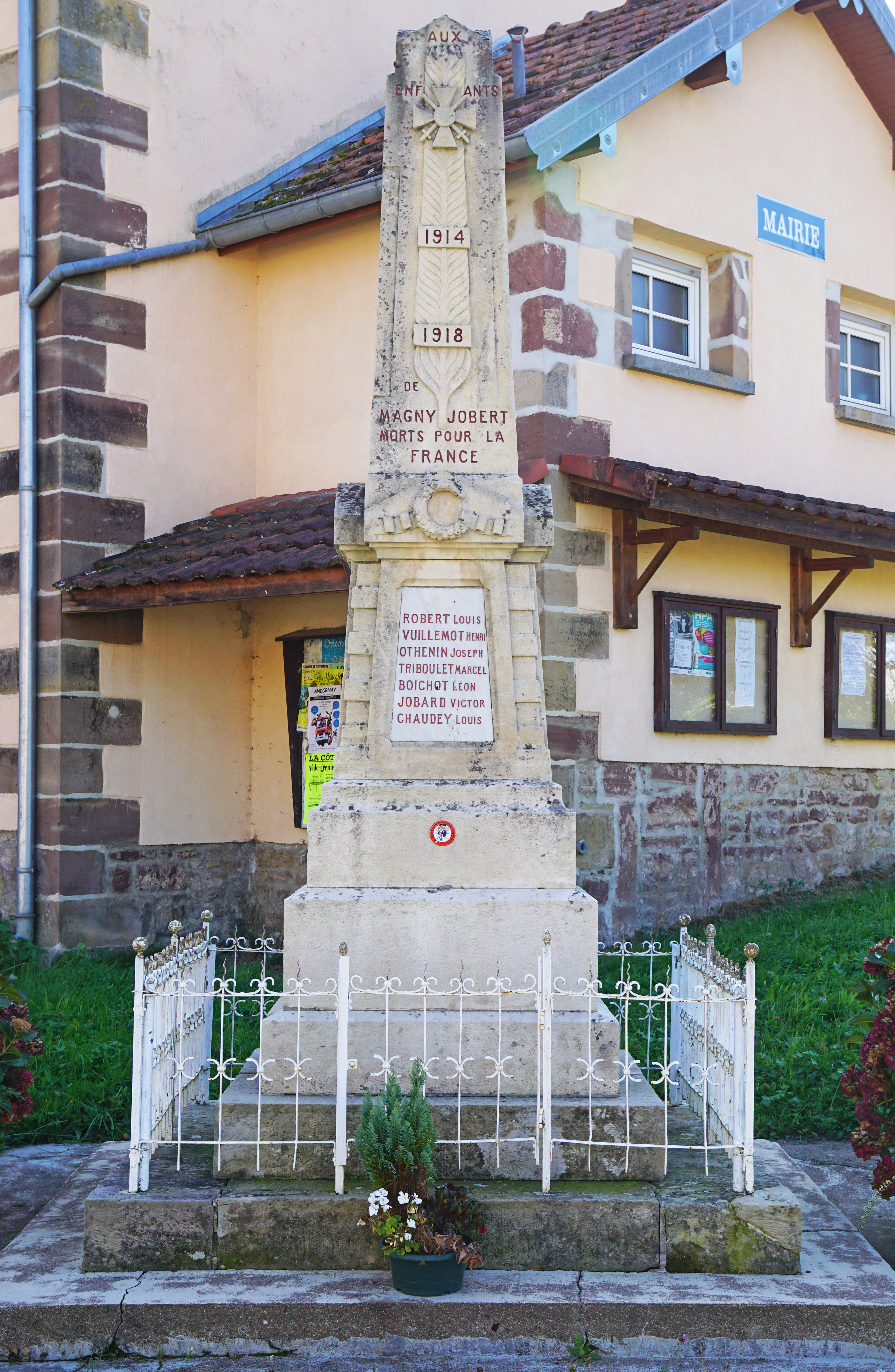
Monument aux morts.

- Les ruines de la chapelle des Cornettes ;
- un monument aux morts et une stèle commémorative[42] ;
- des fontaines ;
- des calvaires ;
- les ruisseaux

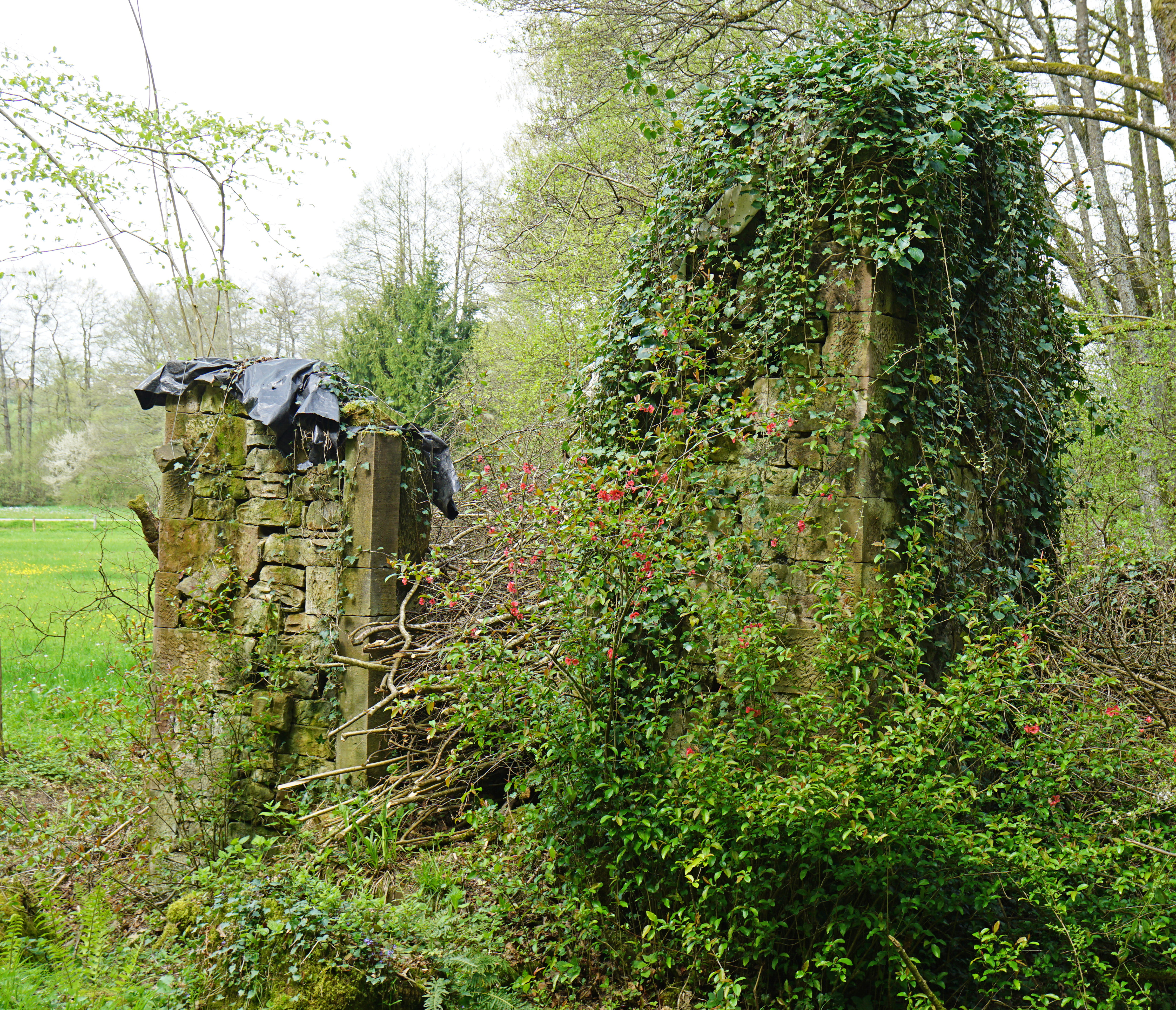
La chapelle des Cornettes en ruine.
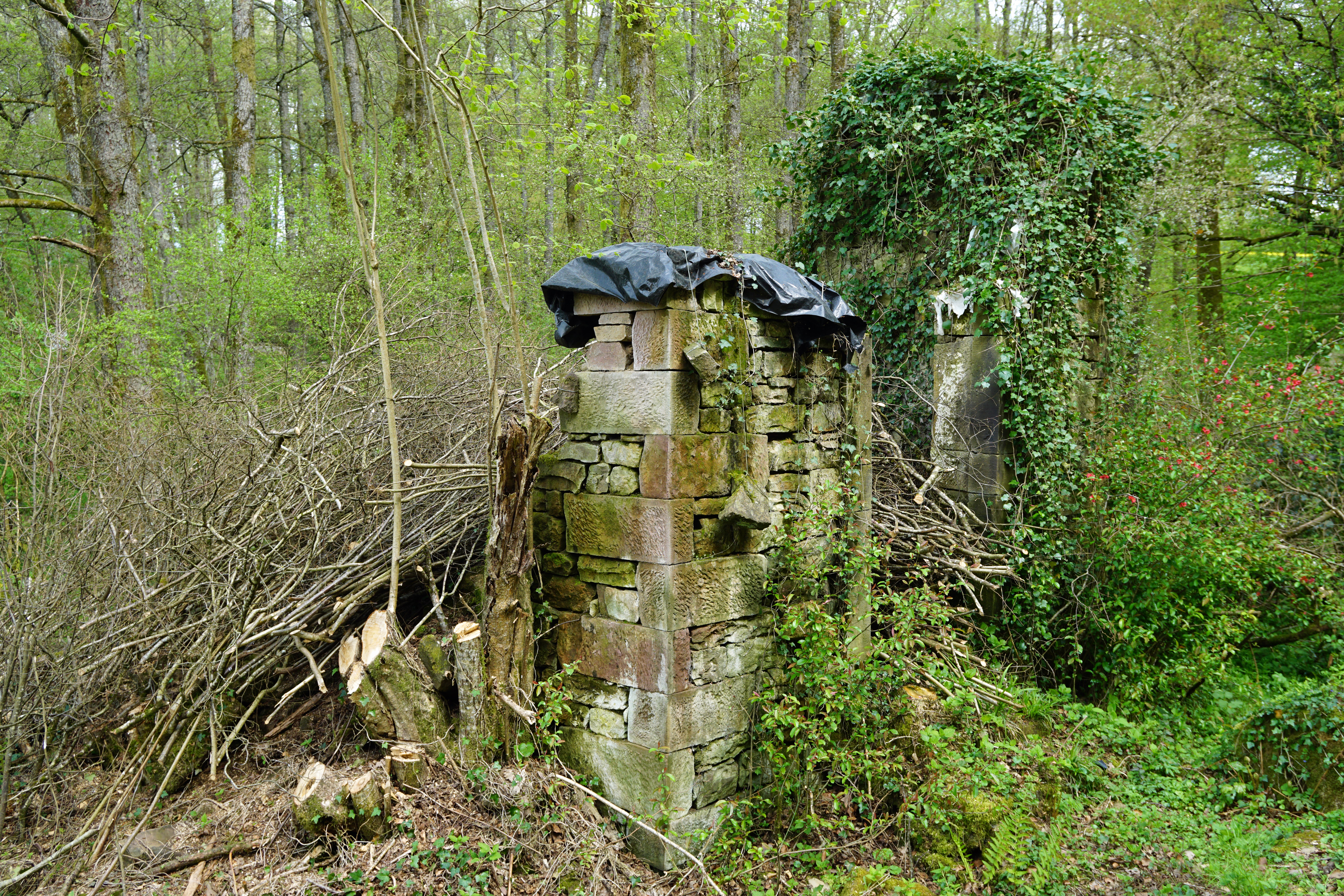
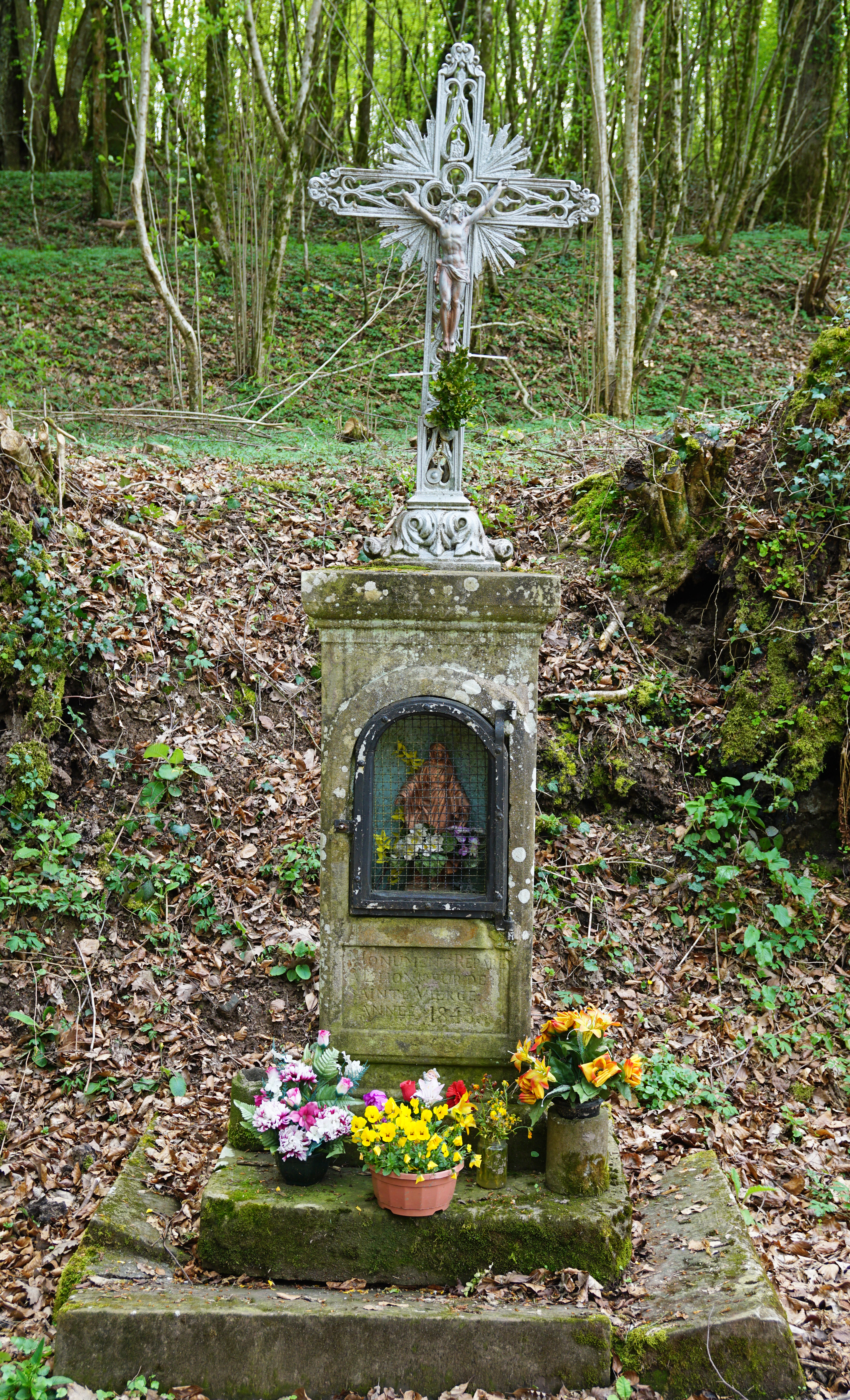
Calvaire voisin.
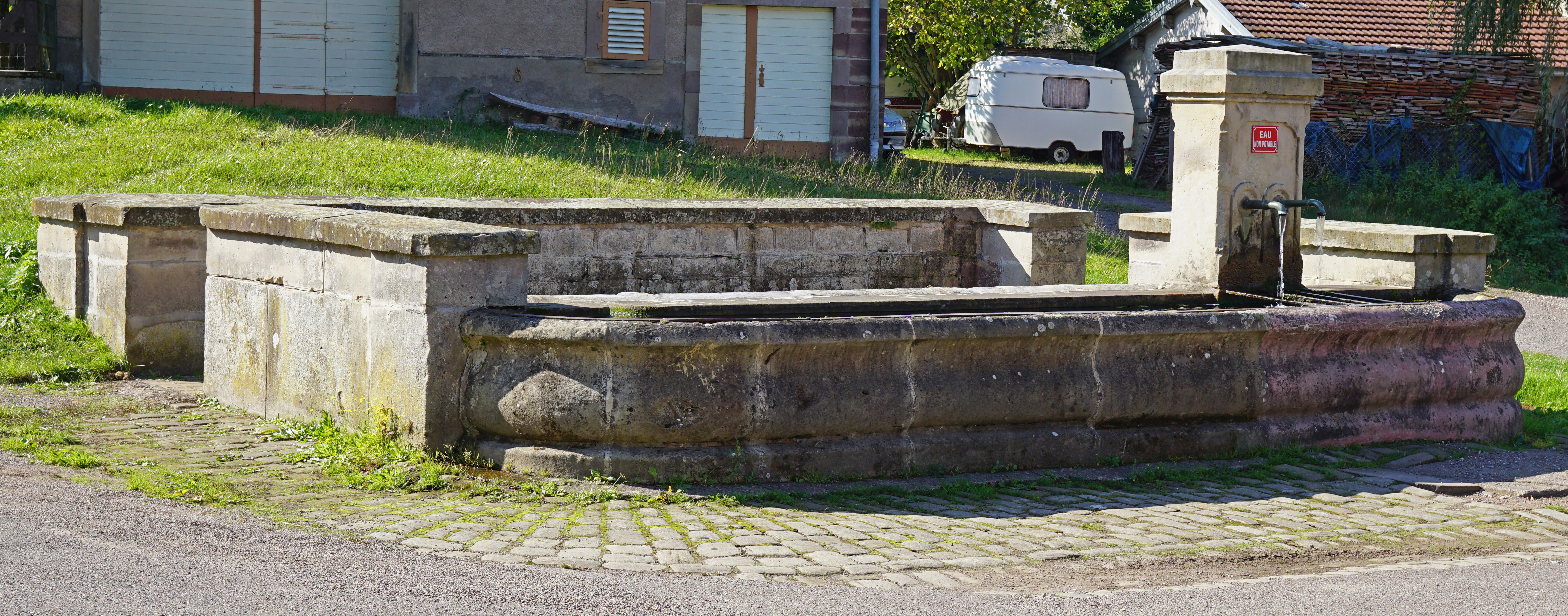
La fontaine principale du village.
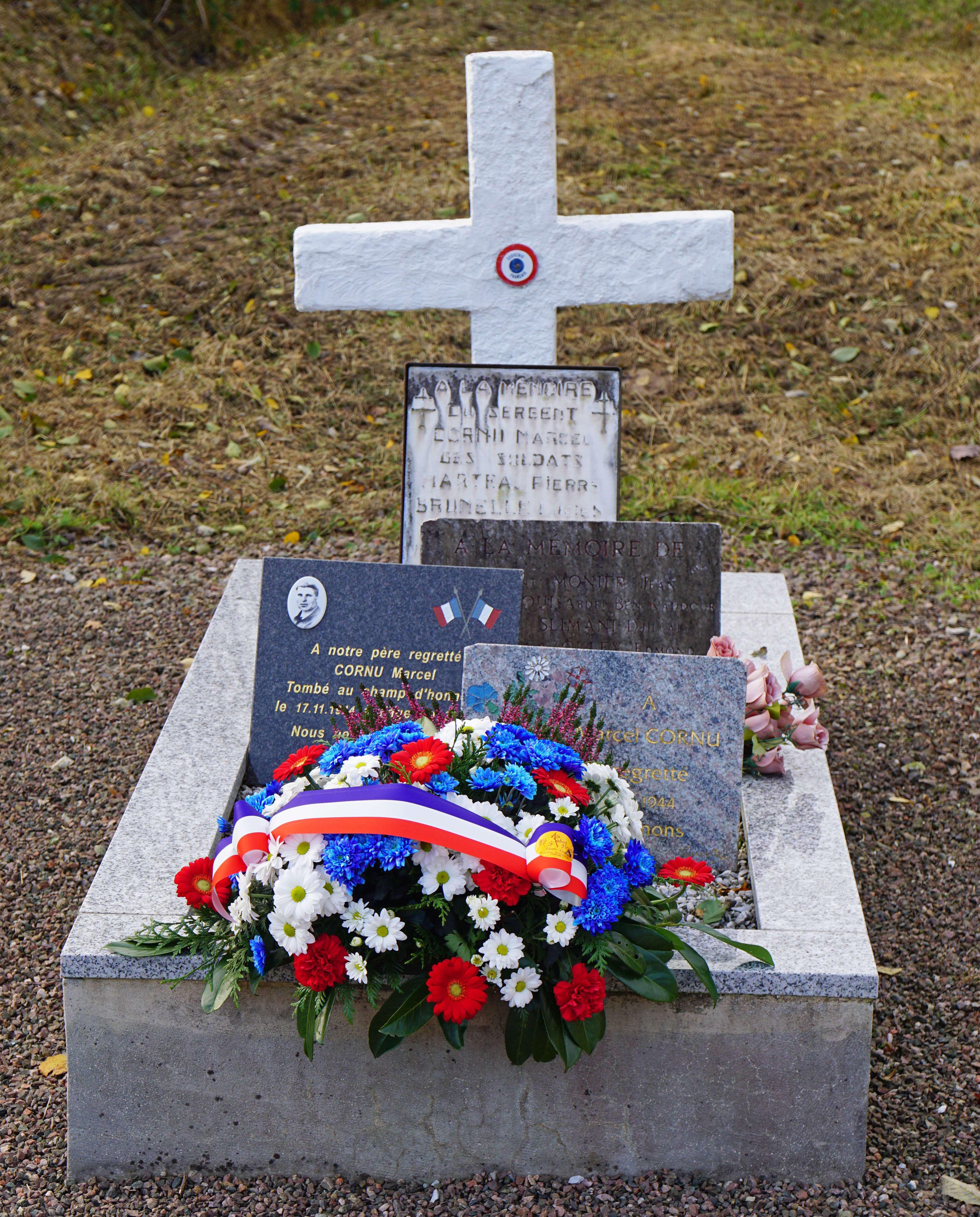
La stèle.

### Héraldique
| Blason de Magny-Jobert | Blason  | De gueules à la roue de moulin d'or; chapé d'argent. |
| Blason de Magny-Jobert | Détails | Le statut officiel du blason reste à déterminer.     |